# Râul Mușcanilor
Râul Mușcanilor (uneori numit incorect Râul Mașcanilor) este un afluent al râului Arieș. 